# 오 내 사랑 임꺽정
"오 내 사랑 임꺽정"은 한국에서 제작된 은희복 감독의 1991년 영화이다. 강주현 등이 주연으로 출연하였고 문여송 등이 제작에 참여하였다.

## 출연

### 주연
- 강주현
- 김상락
- 박기문

## 기타
- 조명: 서명수
- 미술: 은희복